# Zelena je moja dolina
»Zelena je moja dolina« je skladba skupine Rendez-Vous iz leta 1987. Avtor glasbe je Đorđe Novković, besedilo pa je napisal Miro Čekeliš.

## Snemanje
Producent je bil Vlado Delač, posneto pa je bilo v ljubljanskem studiu Tivoli. Skladba je izšla na istoimenskem in tretjem studijskem albumu Zelena je moja dolina, izdanem tako na kaseti kot na veliki vinilni plošči.
Obstaja tudi različica v hrvaškem jeziku, za katero je glasbo prav tako napisal Novković, besedilo v hrvaškem jeziku pa Rajko Šimunović.

## Zasedba

### Produkcija
- Đorđe Novković – glasba
- Rajko Šimunović – besedilo (hrvaško)
- Miro Čekeliš – besedilo (slovensko)
- Vlado Delač – producent, aranžma
- Aco Razbornik – tonski snemalec
- Jurij Toni – tonski snemalec

### Studijska izvedba
- Miran Rudan – glavni vokal
- Grega Forjanič – kitara, vokal
- Željko Mevželj – bas kitara
- Miro Čekeliš – bobni

### Gostje
- Meta & Oliver
- Miha Dovžan
- Martin Žvelc